# Empresa derivada
Una empresa derivada (en anglès, spin-off) és un projecte nascut com a extensió d'un altre d'anterior, o, més encara, a una empresa nascuda a partir d'una altra mitjançant la separació d'una divisió subsidiària o departament de l'empresa per a convertir-se en una empresa per si sola.
Els spin-off inclouen:
- Una facció dissident d'una organització de membres.
- Una secta d'un culte.
- Una denominació d'una Església.
- Una branca diversificada d'una companyia més gran. En general els accionistes de l'empresa matriu o mare, reben accions de la nova companyia en la mateixa proporció, de manera que la propietat de l'holding roman inalterable.
- Una empresa nova formada per membres d'un centre de recerca, com pot ser una universitat. La finalitat és la transferència de coneixement amb un àmbit d'aplicació ideal per al sector R+D, per la qual cosa gràcies a això ofereix als investigadors la possibilitat de portar a la pràctica empresarial els seus projectes.
- En la televisió i les historietes, una derivació és una sèrie de ficció el protagonista de la qual prové d'una sèrie de ficció anterior, o bé que té diferents personatges, però succeeix en el mateix univers (però aquesta sèrie derivada pot estar no en continuïtat amb la sèrie de l'origen). També es pot aplicar a videojocs, pel·lícules i altres obres de ficció.
- Un derivat a Wikipedia es denomina una bifurcació o fork.
- Els productes civils que són el resultat de la recerca militar o governamental també es coneixen com a derivats.